# Oriole Park at Camden Yards
Oriole Park at Camden Yards is het honkbalstadion van de Baltimore Orioles uitkomend in de Major League Baseball.
Het stadion opende zijn deuren op 6 april 1992. Het bevindt zich in de stad Baltimore in de staat Maryland. Het stadion heeft de bijnaam Camden Yards en heeft een maximale capaciteit van 48.187 toeschouwers. De jaarlijkse Major League Baseball All-Star Game werd in 1993 in Oriole Park gehouden.

## Feiten
- Geopend: 6 april 1992
- Ondergrond: Poa Pratensis (Kentucky Bluegrass)
- Constructiekosten: 110 miljoen US $
- Architect: Populous (voorheen HOK Sport)
- Bouwer: Bliss & Nyitray Inc.
- Capaciteit: 45.971 - 48.187 (met staanplaatsen) (2017)
- Adres: Oriole Park at Camden Yards, 333 West Camden Street, Baltimore, MD 21201 (U.S.A.)

## Veldafmetingen honkbal
- Left Field Line: 333 feet (101,5 meter)
- Left Center: 364 feet (110,9 meter)
- Deep Left Center: 410 feet (125 meter)
- Center Field: 400 feet (121,9 meter)
- Right Center: 373 feet (113,7 meter)
- Right Field Line: 318 feet (96,9 meter)